# دولت‌آباد (ملارد)
دولت‌آباد روستایی در دهستان اخترآباد بخش صفادشت شهرستان ملارد استان تهران ایران است.

## جمعیت
بر پایه سرشماری عمومی نفوس و مسکن در سال ۱۳۹۵ جمعیت این روستا ۱۳ نفر (۴ خانوار) بوده‌است.